# Luo Xi
Luo Xi –en chino, 罗茜– (Wuhan, 15 de diciembre de 1987) es una deportista China que compitió en natación sincronizada.
Participó en dos Juegos Olímpicos de Verano en los años 2008 y 2012, obteniendo dos medallas, bronce en Pekín 2008 y plata en Londres 2012. Ganó seis medallas en el Campeonato Mundial de Natación, en los años 2009 y 2011.

## Palmarés internacional
| Juegos Olímpicos   | Juegos Olímpicos      | Juegos Olímpicos  | Juegos Olímpicos  |
| Año                | Lugar                 | Medalla           | Prueba            |
| ------------------ | --------------------- | ----------------- | ----------------- |
| 2008               | Pekín (China)         | Medalla de bronce | Equipo            |
| 2012               | Londres (Reino Unido) | Medalla de plata  | Equipo            |
| Campeonato Mundial |                       |                   |                   |
| Año                | Lugar                 | Medalla           | Prueba            |
| 2009               | Roma (Italia)         | Medalla de plata  | Combinación libre |
| 2009               | Roma (Italia)         | Medalla de bronce | Equipo técnico    |
| 2009               | Roma (Italia)         | Medalla de bronce | Equipo libre      |
| 2011               | Shanghái (China)      | Medalla de plata  | Equipo técnico    |
| 2011               | Shanghái (China)      | Medalla de plata  | Equipo libre      |
| 2011               | Shanghái (China)      | Medalla de plata  | Combinación libre |